# Малатеста Гуастафамилья
Малатеста II Малатеста (итал. Malatesta II Malatesta), Малатеста Гуастафамилья (Guastafamiglia - разрушитель семьи; ум. 18 августа 1364) — итальянский кондотьер, сеньор Римини.
Сын Пандольфо I Малатеста — сеньора Пезаро, Фано, Сенигаллии и Римини.
Когда тот умер (1326), старшинство в роду перешло к его племяннику Феррантино, а Гуастафамилья получил Пезаро. Позже с помощью интриг он добился, чтобы папский легат отлучил Феррантино от церкви, и захватил Римини.
В битве при Ферраре 14 апреля 1333 года вместе с братом Галеотто попал в плен к д’Эсте. Их отпустили в обмен на обещание воевать против папских войск. Они отвоевали большую часть Романьи, в том числе Фоссомброне и Фано. На какое-то время они восстановили власть Феррантино в Римини, но потом обманом захватили (3 июня 1334 года) и заточили в замке Градары вместе с сыном Малатестино Новелло и внуком Гвидо.
В 1336 году Феррантино был освобождён Нолфо да Монтефельтро, но его сын и внук умерли в заключении, возможно — были убиты. Отсюда прозвище Малатеста II — Guastafamiglia, разрушитель семьи.
В 1342 году братья заключили с папой мирный договор, по которому утверждались в своих владениях: Галеотто — в Фано, Малатеста — в Римини, его сыновья Пандольфо и Малатеста Унгаро — в Пезаро.
После бегства папы в Авинион братья получили от императора титул имперских викариев и заняли Анкону, Джези, Асколи и Сенигаллию, а также отобрали у Феррантино его последнее владение — Монтьяно.
В 1351 году братья поступили на службу к королю Неаполя. Во время их отсутствия многие города Романьи захватил Фра’Мориале. Чтобы спасти свои владения, Малатеста и Галеотто должны были уплатить 40 тысяч дукатов.
В 1350-е годы для наведения порядка в Романье был послан кардинал Альборнос. Он одержал несколько побед и вынудил братьев подчиниться. Они утратили многие свои завоевания, в то же время сохранив родовые владения — Римини, Пезаро, Фано и Фоссомброне, и получили титул папских викариев.
По поручению Альборноса Малатеста возглавил наёмную армию, состоявшую в основном из венгров, и в нескольких сражениях одержал победу над миланцами.
Однако в 1363 году он передал командование своему сыну Унгаро, а власть в Римини — брату Галеотто как папскому викарию.
Имя и происхождение жены не выяснены. Сыновья:
- Пандольфо II (1325—1373)
- Галеотто Унгаро (1327—1372).

Незадолго до смерти Малатеста II разделил свои владения между сыновьями: Пандольфо получил Пезаро, Фано и Фоссомброне и Градару, Галеотто — Римини и Монтефьоре, под верховной властью их дяди Галеотто как папского викария.